# 아메리칸사모아의 문장

아메리칸사모아의 문장

아메리칸사모아의 문장은 아메리칸사모아의 전통 문화를 바탕으로 제작되었다.
피리는 지혜를, 토토(To'oto'o)라고 부르는 권봉은 권위를 의미한다. 피리와 권봉은 추장이 이야기할 때에 자신의 지위를 나타내기 위해 사용되었다. 타노아(Tanoa)라고 부르는 그릇은 추장의 임무를 의미한다. 문장에는 아메리칸사모아의 표어인 "사모아는 하느님을 우선시한다"(Samoa Muamua Le Atua)가 사모아어로 쓰여져 있다.